# Егір (міфологія)
Егір (давньосканд. Ægir) — в скандинавській міфології велетень (йотун) в світовому океані; його дружина Ран своїм неводом ловить мореплавців та зупиняє кораблі. Егір перебуває у дружніх стосунках з богами-асами: він запрошує їх до себе на бенкет й сам їх відвідує. В поезії він є описом або втіленням спокійного моря. (На зображенні разом з дочками варить пиво)
Багатьма рисами Егір нагадує античного Нептуна.
В Егіра та його дружини Ран було дев'ять дочок, яких називали дівами хвиль:
- Бара (давньосканд. Bára або Dröfn) — «Хвиля»
- Блодуггадда (давньосканд. Blóðughadda) — «Зі Скривавленим Волоссям» (колір хвиль після битви)
- Бюльгья (давньосканд. Bylgja) — «Морський Вал»
- Дуфа (давньосканд. Dúfa) — «Хвиля, Що Мучиться»
- Гефрінг (давньосканд. Hefring) — «Хвиля, Що Пульсує»
- Гімінглева (давньосканд. Himinglæva) — «Хвиля, Що Віддзеркалює Небо»
- Грьонн (давньосканд. Hrönn) — «Хвиля, Що Чіпляється»
- Кольга (давньосканд. Kólga) — «Жахлива Хвиля»
- Унн (давньосканд. Unnr або Uðr) — «Хвиля»

За однією з теорій, дев'ять доньок Егіра та Ран асоціюються з дев'ятьма матерями Геймдалля.
На честь Кольги названо астероїд 191 Колга, відкритий 1878 року.